# Axis: Bold as Love
Axis: Bold as Love är The Jimi Hendrix Experiences andra studioalbum, utgivet 1967. Albumet spelades in snabbt då man var tvungna att få ut ett nytt album efter dundersuccén med Are You Experienced? tidigare samma år. Det sålde bra och innehöll bland annat de välkända Hendrix-kompositionerna "Spanish Castle Magic" och "Little Wing", vars intro och solo många gitarrister plankat. Dessa två låtar var också de två från albumet som Hendrix föredrog att spela på scen. De övriga låtarna var fyllda av olika studioeffekter som gjorde dem svåra att spela live. "Up from the Skies" släpptes som singel från albumet, men nådde bara en blygsam åttioandraplats på Billboard Hot 100-listan. "She's So Fine" skrevs av basisten Noel Redding som också sjunger den.
Enligt skivkontraktet var gruppen bunden att släppa två album under 1967, och albumet hann också komma ut i december det året. I USA väntade man dock till 1968 med att släppa albumet för att inte skada försäljningen av debutalbumet. Precis innan albumet skulle färdigställas glömde Hendrix masterbanden till albumets första skivsida i en taxi i London, och banden återfanns aldrig. Man fick därför snabbt göra en ny stereomix. Hendrix blev aldrig lika nöjd med denna som med den försvunna, och hade egentligen velat ha mer tid till förfining än vad han fick.
Skivans omslag visar The Jimi Hendrix Experience som den indiska gudomligheten Vishnu. I Storbritannien släpptes albumet i ett utviksfodral med ett stort svartvitt fotografi av gruppen på insidan där även ett brandgult separat blad med albumets texter fanns med. De amerikanska utgåvorna hade istället låttexterna tryckta på insidan av fodralet. I Frankrike gavs albumet ut med ett unikt omslag med ett fotografi som visar gruppen under en TV-show.
Magasinet Rolling Stone listade albumet som #83 på listan The 500 Greatest Albums of All Time.

## Låtlista
Alla låtar skrivna av Jimi Hendrix där inget annat angets.
1. "EXP" - 1:55
2. "Up from the Skies" - 2:55
3. "Spanish Castle Magic" - 3:00
4. "Wait Until Tomorrow" -  3:00
5. "Ain't No Telling" -  1:46
6. "Little Wing" -  2:24
7. "If 6 Was 9" -  5:32
8. "You Got Me Floatin'" - 2:45
9. "Castles Made of Sand" - 2:46
10. "She's So Fine" (Noel Redding) -  2:37
11. "One Rainy Wish" - 3:40
12. "Little Miss Lover" - 2:20
13. "Bold as Love" - 4:09

Total speltid: 38:49

## Medverkande
- Jimi Hendrix - Gitarr, sång, bas, piano och flöjt
- Mitch Mitchell - Trummor, glockenspiel och sång
- Noel Redding - Bas och sång

### Övriga medverkande
- Trevor Burton - Sång
- Gary Leeds - Sång
- Graham Nash - Sång och fotsteg
- Roy Wood - Sång
- Chas Chandler - Sång och fotsteg

## Listplaceringar
| Lista (1967-1968) | Position                 |
| ----------------- | ------------------------ |
| Finland           | 6                        |
| Frankrike         | 1                        |
| Norge             | 12 (VG-lista)            |
| Storbritannien    | 5 (UK Albums Chart)      |
| USA               | 3 (Billboard 200)        |
| USA               | 6 (Billboard R&B Albums) |
| Västtyskland      | 21                       |